# Дубрави
Дубрави (слч. Dúbravy) насељено је мјесто са административним статусом сеоске општине (слч. obec) у округу Дјетва, у Банскобистричком крају, Словачка Република.

## Становништво
| Година:    | 1994. | 2004.   | 2014.   | 2024.   |
| ---------- | ----- | ------- | ------- | ------- |
| Број људи: | 1011  | 1002    | 929     | 955     |
| Разлика:   |       | -0,89 % | -7,28 % | +2,79 % |

| Година:    | 2023. | 2024.   |
| ---------- | ----- | ------- |
| Број људи: | 959   | 955     |
| Разлика:   |       | -0,41 % |

Према подацима о броју становника из 2011. године насеље је имало 947 становника.